# Meishan
Meishan is een stadsprefectuur in de zuidwestelijke provincie Sichuan, Volksrepubliek China.